# Estación de Berna (Metro Ligero de Madrid)
Berna es una estación de la línea ML-2 de Metro Ligero Oeste situada junto a la Avenida Carlos III, próxima a la calle que le da nombre, ubicada dentro de Pozuelo de Alarcón. A 200 metros se encuentra el límite con el término municipal de Madrid (a través del barrio de Aravaca). Abrió al público el 27 de julio de 2007. Aunque los vehículos procedentes de la estación de Avenida de Europa alcanzan este punto por vías subterráneas, los andenes de la estación de Berna se sitúan al aire libre.
Su tarifa corresponde a la zona B1 según el Consorcio Regional de Transportes.

## Accesos

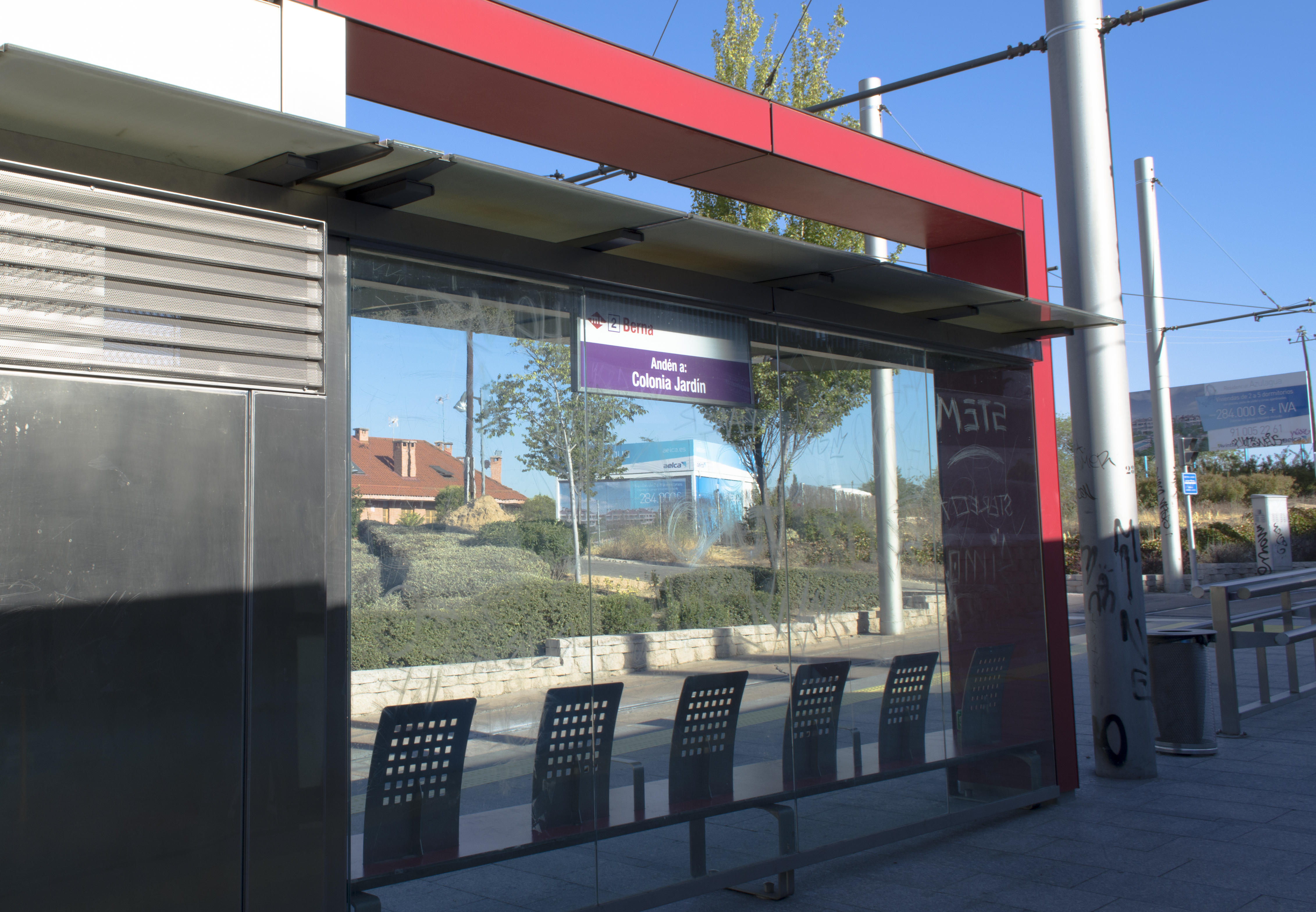
Uno de los andenes de la estación.

- Berna Avda. Carlos III, s/n (con Avda. Europa). Cerca de C/ Plutón
- Ascensor Avda. Carlos III, s/n (esquina con Avda. Europa). Cerca de C/ Plutón

## Líneas y conexiones

### Metro Ligero
| << cabecera    | < estación        | línea | estación > | cabecera >> |
| -------------- | ----------------- | ----- | ---------- | ----------- |
| Colonia Jardín | Avenida de Europa |       | Aravaca    | Aravaca     |

### Autobuses
| Diurnos |                                                      |                                                                                  |                           |
| Línea   | Destino                                              | Parada                                                                           | Operador                  |
| 2       | Circular de Pozuelo de Alarcón (sentido horario)     | 09337 Av. Europa-Est. Berna (n.º 31) (sentido Aravaca)                           | Avanza Movilidad Integral |
| 3       | Circular de Pozuelo de Alarcón (sentido antihorario) | 09336 Av. Europa-Est. Berna (n.º 31) (sentido Avenida de la Comunidad de Madrid) | Avanza Movilidad Integral |

| Diurnos   |                                          |                                                                                  |                           |
| Línea     | Destino                                  | Parada                                                                           | Operador                  |
| 657       | Pozuelo de Alarcón (Monteclaro)          | 09336 Av. Europa-Est. Berna (n.º 31) (sentido Avenida de la Comunidad de Madrid) | Avanza Movilidad Integral |
| 657       | Madrid (Moncloa)                         | 09337 Av. Europa-Est. Berna (n.º 31) (sentido Aravaca)                           | Avanza Movilidad Integral |
| Nocturnos |                                          |                                                                                  |                           |
| Línea     | Destino                                  | Parada                                                                           | Operador                  |
| N902      | Pozuelo de Alarcón - Ciudad de la Imagen | 09336 Av. Europa-Est. Berna (n.º 31) (sentido Avenida de la Comunidad de Madrid) | Avanza Movilidad Integral |
| N902      | Madrid (Moncloa)                         | 09337 Av. Europa-Est. Berna (n.º 31) (sentido Aravaca)                           | Avanza Movilidad Integral |